# Emilia Elías Ballesteros
Emilia Elías Ballesteros   (Madrid, 2 d'octubre de 1898 - Ciutat de Mèxic, octubre 1976) fou una mestra i pedagoga. Al principi de la seva carrera professional va ser directora de l'Escola Normal de Girona.

## Biografia
Casada amb Antonio Ballesteros Usano, van tenir dues filles, Encarnación i Emilia, i un fill, Antonio. Després de la guerra es van exiliar a Mèxic formant part de la primera expedició de republicans espanyols, de la qual els mestres van ser part substancial de l'expedició, que es va dur a terme a bord del vaixell anomenat Sinaia.
Al principi de la seva carrera professional va ser directora de l'Escola Normal de Girona. Va aconseguir, al mateix temps un nuvi, Antonio Ballesteros Usano, i una plaça a Segòvia, la qual cosa li va permetre casar-se i tenir la seva família.
Va fer oposicions per poder tenir treball a Madrid, on va ser nomenada directora de la Normal núm. 2.
Durant la guerra civil i a conseqüència de l'absència de molts dels directius (que estaven en el front), la FETE va reorganitzar la seva adreça en el ple ampliat del Comitè Nacional de juny de 1937 amb la incorporació de dues dones: Emilia Elías Herrando i Amparo Ruíz González, aquesta última com a Secretària Adjunta de Premsa i Propaganda.
Va ser secretària General del comitè nacional de la AMA (Associació de Dones Antifeixistes) des de 1937.
Una vegada a Mèxic va ajudar en la formació de professors, juntament amb el seu marit. A més va continuar amb el seu activisme feminista formant part del comitè espanyol de col·laboració amb el Congrés Mundial de Dones (única organització íntegrament femenina en l'exili, que lluitaven contra el feixisme, com ho van fer durant la Guerra Civil espanyola), en el qual figuraven entre d'altres, la doctora Rierol, Veneranda García Manzano, Matilde Cantos i la mateixa Emilia Elías.
Era membre de la comissió de Dones del Comitè Central del Partit comunista i va formar part de la Unió de Dones Espanyoles (UME), fundada a Mèxic després del Congrés Mundial Femení en Paris al novembre de 1945, de la unió del Grup Femení Espanyol Mariana Pineda i les Dones Antifeixistes Espanyoles. Part del comitè Nacional de l'UME coincidia amb el AMA.

## Obra
Al llarg de la seva trajectòria professional també va escriure assajos entre ells:
- La ciencia de la educación, México, 1972, Patria, Elías De Ballesteros, Emilia
- Educación Comparada, Patria, México, 1973, Elías De Ballesteros, Emilia.[10]
- La educación de los adolescentes. Edit. Patria. México, 1979. (coautor Antonio Ballesteros Usano).
- Problemas educativos actuales. Elías de Ballesteros, Emilia. Editorial Biblioteca Nueva. Colección: Memoria y Crítica de la Educación. Clásicos. 198 pág. Madrid. España. 2017. ISBN 9788416938766.[11]
- Por qué luchamos las mujeres antifascistas. Emilia Elías Herrando, 1937.[12]
- La educación de los adolescentes. Emilia Elías Herrando, 1976.[12]